# Логор
Логор је у војној терминологији објекат уређен за становање и одмарање јединица ван насељеног мјеста. Организује се у миру ради извођења обуке, вјежби, маневара и слично, а изузетно и у рату.
Јединице које логорују смјештају се у шаторе, бараке, колибе, земунице, понекад и зграде. Логор је погоднији за заштиту и одмор од бивака, али је тежи за обезбјеђење.
Логори се могу по функцији подијелити на сталне и привремене, зимске и љетне, и друге начине.
Осим војних постоје и друге врсте логора. Видјети чланке:
- Концентрациони логор
- Заробљенички логор
- Збјег
- Партизански логор